# Paolo De Paoli
Paolo De Paoli (Feltre, 31 luglio 1935 – Alano di Piave, 10 gennaio 2013) è stato un politico italiano.

## Biografia
Nacque a Feltre il 31 luglio 1935. Imprenditore, il 5 aprile 1992 venne eletto alla Camera dei deputati tra le file del PSDI. Come deputato della XI legislatura presentò 25 progetti di legge, 1 dei quali come primo firmatario, e 40 atti di indirizzo e controllo, 14 dei quali come primo firmatario. Dal 6 maggio 1992 al 6 maggio 1993 fu segretario dell'Ufficio di presidenza della Camera dei deputati e dal 6 maggio 1993 al 10 maggio 1994 sottosegretario di Stato al Tesoro del Governo Ciampi.
Il 10 settembre 2003 il presidente della Repubblica Carlo Azeglio Ciampi gli conferì l'onorificenza di grande ufficiale dell'Ordine al merito della Repubblica Italiana.
È morto il 10 gennaio 2013, all'età di 77 anni, per i postumi di un ictus che lo aveva colpito un anno prima. Era il marito dell'ex parlamentare PCI e psichiatra Vanda Milano, morta nel 2014.